# Ганс Клосс
Ганс Клосс (нім. Hans Kloss; 12 липня 1938 — 12 вересня 2018) — німецький художник та графічний дизайнер. Відомий своїми великими полотнами, які поєднують середньовічний та сучасний стилі.

## Біографія
Народився в Олау, Сілезія. Навчався на кераміста, а потім вивчав дизайн у Fachschule für Gestaltung у Швебіш-Гмюнді, де оселився у 1953 році. У 1969 році переїхав до сусіднього містечка Лорх, де залишався до кінця життя.

## Творчість
Найвідоміша робота Клосса — панорамна картина Staufer-Rundbild, яка детально зображує історію дому Гогенштауфенів. Вона знаходиться в монастирі Лорх і має розмір 30 метрів завдовжки та 4,5 метри заввишки. Клосс почав працювати над нею у 1997 році, а завершив у 2002-му.
У 2015 році він завершив ще одну панораму — Staufersaga, яка зараз експонується у новому музеї панорами у Швебіш-Гмюнді.

## Нагороди
У 2004 році отримав Premio Internazionale Federichino в Італії, у 2005 — медаль Штауфера від землі Баден-Вюртемберг, а у 2003 — премію Irenen-Preis від товариства Göppingen.

## Особисте життя
Був одружений з художницею Марією Клосс. Був членом Соціал-демократичної партії та з кінця 1970-х років був членом муніципальної ради Лорха. Покинув раду у 2009 році через розчарування у відсутності оцінки своєї роботи.